# Ton olie-equivalent
De ton olie-equivalent (toe) is de genormaliseerde verbrandingswarmte van een ton ruwe olie. Omdat de calorische waarde van ruwe olie verschilt naargelang de soort, is de exacte waarde vastgelegd bij conventie; meerdere licht afwijkende definities bestaan. De toe wordt vooral gebruikt voor grote hoeveelheden energie.
SI-veelvouden van de toe zijn de kiloton olie-equivalent (ktoe, duizend toe), de megaton olie-equivalent (Mtoe, een miljoen toe) en de gigaton olie-equivalent (Gtoe, een miljard toe). Een kleine eenheid kilogram olie-equivalent (kgoe) wordt soms ook gebruikt en komt overeen met 1/1000 toe.

## Definities
Het Internationaal Energieagentschap definieert een ton olie-equivalent (toe) als gelijk aan:
- 1 toe = 11,63 megawattuur (MWh)
- 1 toe = 41,868 gigajoule (GJ)
- 1 toe = 10 gigacalorie (Gcal) –  op basis van de internationale stoomtabelcalorie (calIT) en niet de thermochemische calorie (calth)[3]
- 1 toe = 39.683.207,2 british thermal unit (BTU)
- 1 toe = 1,42857143 ton kolenequivalent (tce)

Conversie naar andere eenheden:
- 1 toe = 6,7 - 7,9 vaten (volume), afhankelijk van het land[4]
- 1 toe = 7,358 boe (barrel oil equivalent, energie-eenheid)

Andere bronnen en publicaties gebruiken afwijkende definities van toe, bijvoorbeeld:
- 1 toe = 10,7 gigacalorie (Gcal) – thermochemische calorie[3]
- 1 toe = 41,85 gigajoule (GJ)[5]
- 1 toe = 44,769 gigajoule (GJ) – thermochemische calorie (calth)[3]
- 1 toe = 39.683.205,411 British thermal unit (BTU)[bron?]

## Conversiefactoren
- 1 barrel of oil equivalent (boe) = 0,1359 toe
- 1 t diesel = 1,01 toe
- 1 m3 diesel = 0,98 toe
- 1 t benzine = 1,05 toe
- 1 m3 benzine = 0,86 toe
- 1 t biodiesel = 0,86 toe
- 1 m3 biodiesel = 0,78 toe
- 1 t bio-ethanol = 0,64 toe
- 1m3 bio-ethanol = 0,51 toe[6]
- 1 MWh = 0,086 toe[7] (dus 1 toe = 11630,0 kWh)[8]
- in een thermale elektriciteitscentrale wordt 1 MWh opgewekt met 0,22 toe brandstof of 0,39 MWh met 0,086 toe[9] (op basis van 39% efficiëntie bij de omzetting van thermische naar elektrische energie)

## Per tijdseenheid
- 1 toe/jaar = 1327 watt